# سابایوو (شهرستان گافوریسکی، باشقیرستان)
سابایوو (انگلیسی: Sabayevo, Gafuriysky District, Republic of Bashkortostan) یک شهرک در شهرستان گافوریسکی استان باشقیرستان کشور روسیه است.